# ليوبولدو توريس ريوس
ليوبولدو توريس ريوس (بالإسبانية: Leopoldo Torres Ríos)‏ هو كاتب سيناريو وملحن ومخرج أرجنتيني، ولد في 27 ديسمبر 1899 في بوينس آيرس في الأرجنتين، وتوفي في 10 أبريل 1960 في Vicente López Partido ‏ في الأرجنتين بسبب سرطان الرئة.

## وصلات خارجية
- ليوبولدو توريس ريوس على موقع IMDb (الإنجليزية)
- ليوبولدو توريس ريوس على موقع ألو سيني (الفرنسية)
- ليوبولدو توريس ريوس على موقع ميوزك برينز (الإنجليزية)
- ليوبولدو توريس ريوس على موقع قاعدة بيانات الفيلم (الإنجليزية)
- ليوبولدو توريس ريوس على موقع كينوبويسك (الروسية)